# Изинис Эйрвэйз
Изинис Эйрвэйз (англ. Eznis Airways, монг. Изинис Эйрвэйз) — являлась одной из основных авиакомпаний Монголии в период с 2000 по 2014 года. Выполняла регулярные и сезонные рейсы по двенадцати направлениям, в том числе международные рейсы в Китайскую Народную Республику, Россию и Казахстан. Базировалась в Международном аэропорту Чингисхан, расположенном в Улан-Баторе. Авиакомпания прекратила свою деятельность 22 мая 2014 года.

## История

### Основание
Основана в составе компании Newcom Group — крупной холдинг-компании Монголии, в январе 2006 года. Newcom Group начала ещё в 2004 году программу развития авиатранспорта.
Летом 2005 года был подготовлен первый экипаж, окончивший профессиональные курсы в австралийском Учебном Центре Анзетт (англ. Ansett Training Center). В том же году окончили курсы подготовки шведской Академии СААБ (англ. SAAB Academy) инженеры и обслуживающий персонал.
Наконец в декабре 2005 года были куплены пассажирские турбовинтовые самолёты Saab 340B. Поставщиком самолётов являлась авиакомпания American Eagle Airlines — дочернее предприятие American Airlines.

### Начало регулярных рейсов
В январе 2006 года Изинис Эйрвэйз получила официальную регистрацию и в конце года, в декабре, состоялся первый авиарейс Улан-Батор — Чойбалсан. Далее начали открываться рейсы в другие города Монголии, такие как Алтай, Баянхонгор, Овот, Даланзадгад, Улангом.

### Развитие
Изинис Эйрвэйз быстро развивалась и уже в марте 2007 года вошла в список 100 крупнейших предприятий Монголии, в подтверждении чего Торгово-промышленная палата Монголии вручила представителям компании грамоту. Летом 2007 года компания получила грант на 500 000 $ от Агентства США по торговле и развитию.
В октябре 2009 года был запущен первый международный рейс по маршруту Улан-Батор — Чойбалсан — Хайлар (КНР). С 1 июня 2010 года был запущен первый рейс компании в Россию по маршруту Улан-Батор — Улан-Удэ.
В 2011 году был запущен регулярный маршрут Улгий - Алматы.

### Современный период
В настоящее время компания продолжает развиваться и занимает лидируещее положение по перевозкам внутри Монголии (по международным уступает только MIAT Mongolian Airlines).
В планы компании входит закупка нескольких региональных реактивных и турбовинтовых самолётов, в связи с чем планируется также строительство нового ангара, оборудованного ремонтной мастерской.
22 мая 2014 года по решению совета директоров приостановила свою деятельность на неопределенный срок из-за финансового кризиса

## Флот
На 2013 год флот Изинис Эйрвэйз включает 

## Направления
Направления авиаперевозок приведены по данным летнего расписания внутренних и международных полётов 2013 года.
| Основные | Чартерные |
| --- | --- |
| 1. Хайлар (Китай) 2. Улан-Удэ (Россия) 3. Алма-Ата (Казахстан) 4. Мурэн (Хувсгел) 5. Улаангом (Увс) 6. Улгий (Баян-Улгий) 7. Улиастай (Завхан) 8. Ховд (Ховд (аймак)) 9. Алтай (Говь-Алтай) 10. Баянхонгор (Баянхонгор) 11. Хархорин (Уверхангай) 12. Овот (Умнеговь) 13. Даланзадгад (Умнеговь) 14. Оюу-Толгой (Умнеговь) 15. Чойбалсан (Дорнод) | 1. Хух-Хото (Китай) 2. Улан-Удэ (Россия) 3. Иркутск (Россия) 4. Чита (Россия) 5. Астана (Казахстан) 6. Алма-Ата (Казахстан) 7. Усть-Каменогорск (Казахстан) 8. Чойбалсан (Дорнод) 9. Баянхонгор (Баянхонгор) 10. Мурэн (Хувсгел) 11. Даланзадгад (Умнеговь) 12. Баруун-Урт (Сухэ-Батор (аймак)) 13. Ховд (Ховд (аймак)) 14. Улангом (Увс) 15. Улиасттай (Дзавхан) 16. Овот (Умнеговь) 17. Алтай (Говь-Алтай) 18. Тосонцэнгэл (Завхан) 19. Оюу-Толгой (Умнеговь) 20. Улгий (Баян-Улгий) 21. Каракорум (Уверхангай) 22. Арвайхээр (Уверхангай) 23. Булган (Ховд) 24. Ундерхаан (Хэнтий) 25. Мандалгоби (Дундговь) 26. Хатгал (Хувсгел) |

## Дополнительные сведения
- Отдел обслуживания пассажиров компании Изинис Эйрвэйз располагается на втором этаже здания Международного аэропорта Чингисхан, рядом с VIP-залом для внутренних рейсов. Среди услуг отдела — отправка груза\багажа, время регистрации полетов или прибытия рейса, заказ на получение услуг по VIP-залу для внутренних рейсов.[источник не указан 4779 дней]

- Для рейсов на территории Монголии Изинис Эйрвэйз пассажиров с авиабилетами класса EZ Biz, YN, Y обслуживает VIP-залом бесплатно, однако, по билетам, приобретенным по иным тарифам, пассажиры могут получить такой вид обслуживания только после дополнительной оплаты.[источник не указан 4779 дней]